# Segesd
Segesd là một thị trấn thuộc hạt Somogy, Hungary. Thị trấn này có diện tích 73,09 km², dân số năm 2010 là 2552 người, mật độ 35 người/km².